# 夏力道

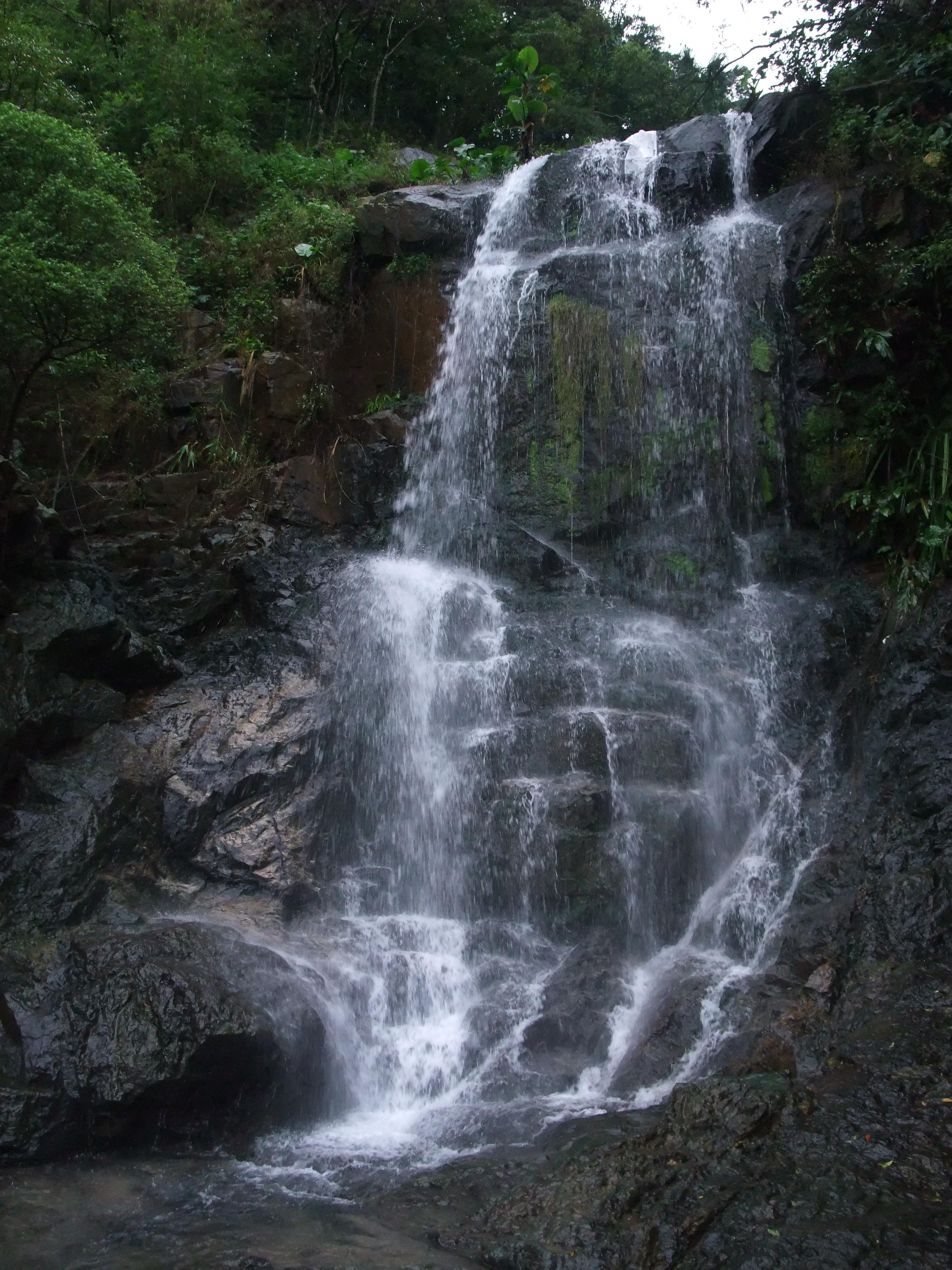
夏力道近爐峰峽的一條瀑布

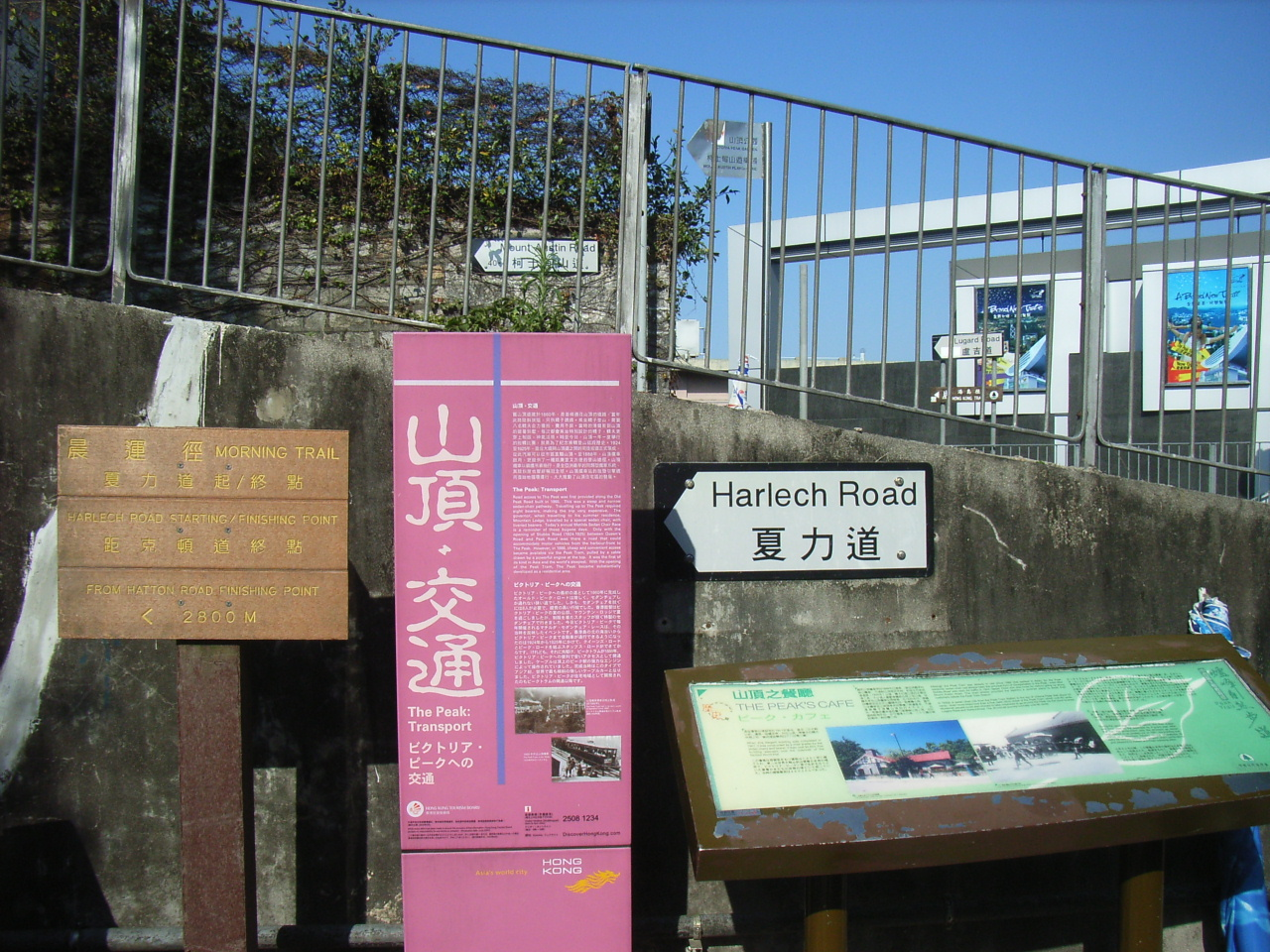
夏力道路牌及其旅遊指示牌

夏力道（英語：Harlech Road）是一條香港的道路，位於香港島太平山，為薄扶林郊野公園南半部的北界。夏力道和盧吉道分別建於扯旗山的南北山腰，組成一條環山徑。夏力道東接爐峰峽，西至龍虎山郊野公園郊遊區2號場，中途接連盧吉道和克頓道。該道路全程是平坦的混凝土盤山小路，雖然容許小型車輛出入，但使用道路的以步行或緩步跑的遊人為主。盧吉道和其接駁的夏力道西段為港島徑第一段的開始路段。
夏力道沿路有兒童遊樂場、特色街燈、路標及地圖，也有歷史景點及樹木簡介，而欄杆美倫美奐，是為旅遊勝景。
夏力道近柯士甸山遊樂場以下的路段途經一條無名瀑布，溪澗源自山頂公園，於雨季時頗為壯觀。道路的東段部分位置可眺望南丫島、薄扶林和南海，而西段部分位置則可俯瞰龍虎山、堅尼地城和維多利亞港，以及遠眺對岸的西九龍和葵青區。

## 接駁道路和地點
- 東部
  - 山頂道、舊山頂道、盧吉道、柯士甸山道和芬梨道交界
  - 凌霄閣
  - 山頂公園
  - 山頂廣場
- 中部
  - 西高山郊遊地點
  - 西高山登山徑入口
  - 盧吉道（返回爐峰峽）
  - 克頓道（龍虎山郊野公園入口）
  - 盧吉道
- 西部
  - 龍虎山郊野公園郊遊區2號場
  - 西高山機槍堡（龍虎山觀景台）